# 要地
| ウィキペディアには「要地」という見出しの百科事典記事はありません（タイトルに「要地」を含むページの一覧/「要地」で始まるページの一覧）。 代わりにウィクショナリーのページ「要地」が役に立つかもしれません。 |